# アメリカ研究
アメリカ研究（アメリカけんきゅう、英語：American studies）は、アメリカ合衆国の歴史・文化・社会・政治・経済・教育などについて総合的に研究する学問である。

## 研究状況
アメリカ研究は学際研究と地域研究の要素を兼ね備えており、アメリカ文学研究を発展させてアメリカの文化や文化史を研究するものや、第2次大戦中にアメリカで発展した地域研究的アプローチをとるものなどがある。

本来はアメリカ合衆国に焦点をあてた研究であるが、近年は研究者も増加し、大西洋諸国の歴史に加え世界の国々との関係も研究対象に含まれるようになるなど、研究領域は多岐に渡り、アメリカを総合的に研究するとした当初の趣旨から離れる傾向もみられる。

### 日本での研究
戦前における日本の大学でのアメリカ研究は、1923年8月にアロンゾ・バートン・ヘボンの寄附によって東京帝国大学法学部に設けられた「米国憲法・歴史及外交」講座（通称ヘボン講座、米国講座）で行われたのをはじめ、1939年には、立教大学に日本でのアメリカ研究専門の最初の研究機関となる「立教大学アメリカ研究所」が設立された。
戦後となった1946年に、上記の「米国憲法・歴史及外交」講座を担当していた高木八尺（東京大学法学部教授）や、藤原守胤（立教大学アメリカ研究所所長）らが中心となって、「（旧）アメリカ学会」が結成されると、同会は『原典アメリカ史』（全5巻）の編纂のほか、大学でアメリカ研究を専攻する若手研究者の育成に貢献するなど、現在に続く日本のアメリカ研究の基礎を築いた。
1951年には、東京大学教養学部に日本で最初のアメリカ研究のための学科が設置されるなど教育組織も拡がりを見せ、1960年代になると、戦後教育でアメリカ研究に触れ、留学経験を持つ若手研究者らにより新しい学会組織の創設が求められた。その結果、1966年1月に（旧）アメリカ学会が改組されて、現在の「アメリカ学会」が設立された。
日本のアメリカ研究の草分けとして知られる先述の高木八尺や、憲法学の権威である宮沢俊義の教えを受けた久保田きぬ子（東京大学初の女子学生の一人）は、後に立教大学法学部教授となり、アメリカ憲法などを講じ、成蹊大学法学部教授に在職中にはアメリカ学会の会長を務めている。
近年の日本では、1985年のプラザ合意以降、日米貿易摩擦を背景とした経済的な観点を主体とした活発な議論も行われてきたが、学術的研究に専念するアメリカの研究者との間でも乖離がみられ、両者の統合や協力が求められてきた背景もある。アメリカ学会の設立当初（1966年）の会員数は約200名ほどであったが、半世紀を超える間に会員数は6倍以上に増え、活動規模が拡大している。